# 炎の警備隊長・五十嵐杜夫
『炎の警備隊長・五十嵐杜夫』（ほのおのけいびたいちょう・いがらしもりお）は、2003年から2011年までテレビ朝日系「土曜ワイド劇場」で放送されたテレビドラマシリーズ。全9回。主演は小林稔侍。

## 登場人物

### 信誠警備保障
五十嵐杜夫
演 - 小林稔侍
経歴：東京消防庁 特別救助隊 隊長
→ 信誠警備保障 常駐部一課（第1作 - 第3作）
→ 信誠警備保障 特任部一課（第4作・第5作）
→ 信誠警備保障 常駐部一課（第6作）
→ 信誠警備保障 仙台支局（第7作）
元消防隊員で特別救助隊隊長。娘・雅子の恋人だった当時の部下・森田明彦の殉職に責任を感じ、人を守るという事では共通しているという意味で自らの再生を賭け、「信誠警備保障」に転職し警備員となる。部下を死なせた過去から、「最低の隊長」と感じていた時期もある。職務に厳しく度々部下の反感を買うが、その信念を理解した部下から慕われていく。第1作から第3作は常駐部、第4作と第5作はクライアントの警備を担当する特任部一課に在籍したが、第6作から常駐部に復帰した。第7作では仙台市で職務に当たる。第8作では身辺警備を担当する。第9作では機械警備のビートエンジニアを担当する。
黒崎主税（ちから）
演 - 小泉孝太郎
経歴：信誠警備保障 常駐部一課（第1作 - 第4作）
→ 信誠警備保障 特任部一課（第5作）
→ 信誠警備保障 常駐部一課（第6作）
→ 信誠警備保障 仙台支局（第7作）
副隊長。金村の殉職に伴い副隊長に昇格。子供っぽく頼りない性格で当初は反発していたが、杜夫の指導によって作品ごとに成長を遂げていく。警備員になったきっかけは、たまたま求人広告を見た事から。第5作は特任部一課に在籍し、第6作から常駐部一課に復帰している。
中島秀雄
演 - 小林健（第8作・第9作）
警備士。
小松仁
演 - 六角慎司（第9作）
警備士。
御子柴守
演 - 増田修一朗（第9作）
警備士。

#### 前作までのメンバー
長谷川剛
演 - 中山仁（第1作 - 第6作）
専務。杜夫の高校の先輩で理解者。第6作をもって定年退職を迎えるが、社の派閥抗争に巻き込まれ、再就職先が決まっていない。
横山ユメ
演 - 国分佐智子（第1作 - 第3作・第7作）
経歴：信誠警備保障 常駐部一課（第1作 - 第3作）
→ 信誠警備保障 仙台支局（第7作）
警備士。暴走しがちな黒崎を制止することが多い。
浜口勇樹
演 - 斉藤陽一郎（第1作）
常駐部一課 警備士。愛称「ハマちゃん」。大田あかねという彼女と付き合っているが、実はデート商法に騙され、犯人に利用されてしまう。
乃木伸次
演 - 並川倖大（第1作）
常駐部一課 警備士。事件の真相に気付き、杜夫に知らせようとするも、犯人に殺されてしまう。
金村哲人
演 - 西川忠志（第1作・第2作）
常駐部一課 警備士。杜夫の優秀な部下で副隊長だったが、事件に巻き込まれて殉職。
笠原多賀子
演 - 小林千晴（第1作 - 第3作・第5作）
常駐部一課 警備士。
千住康一
演 - 山本隆司（第1作 - 第3作）
常駐部一課 警備士。ガードマンが主人公のゲームがきっかけで、現職に。高校途中から引きこもり状態となり、職務以外では家に閉じこもっている。
小堀
演 - 益成竜也（第1作）
常駐部三課 警備士。何者かに殺害される。
増田幸樹
演 - 石井智也（第2作・第3作）
常駐部一課に配属された新人警備士。
浅野一馬
演 - 高橋和也（第2作・第3作）
常駐部一課に配属された新人警備士。元警察官。口数が少なく先輩を軽視する。
桐野俊作
演 - 内田朝陽（第4作 - 第6作）
経歴：信誠警備保障 特任部一課（第4作・第5作）
→ 信誠警備保障 常駐部一課（第6作）
杜夫の有能な部下。第4作と第5作はクライアントの警備を担当する特任部一課に在籍していたが、第6作から常駐部一課に異動している。無口で無愛想なことから黒崎の理解を得られず敵対視されていたが、後に和解する。
妹の死の責任を警備士である脇田修に押し付けてしまい、彼を自殺させてしまった過去を持つが、後にそれが原因で脇田の恋人に命を狙われる羽目になり、結局は高村とその恋人が殺されてしまうという結果を招いてしまい、最終的にはその恋人の前で過去の謝罪をした。
加納元
演 - 山崎裕太（第4作 - 第6作）
経歴：信誠警備保障 特任部一課（第4作・第5作）
→ 信誠警備保障 常駐部一課（第6作）
第4作と第5作は特任部一課に在籍していたが、第6作から常駐部一課に異動している。警備員になったきっかけは黒崎と同様だが、さらに父が借金を背負って自殺してしまい、通っていた大学を辞めてしまった事にもよる。第6作では仕事への誇りが持てなくなり、五十嵐と警備に対する対立から、友人である片山拓馬が作った会社「ディナークリエイト」に転職するも、自分を信じられない友人への疑問から退社し、後に五十嵐の説得により再び警備の仕事に就く決意を固め、最終的には五十嵐の計らいで警備に復帰した。
高村治樹
演 - 萩野崇（第4作）
特任部一課 警備士。橘沙織の恋人。冷たい態度を取る他の警備士たちとは違い、唯一五十嵐に敬意を払っている。桐野を狙った事件に巻き込まれ、最後は自身を桐野と誤認した犯人によって誤って殺されてしまう。
橋本裕一
演 - 桐島優介（第4作・第5作）
特任部一課 警備士。
谷賢吾
演 - 石田剛太（第4作）
特任部一課 警備士。
北村愛
演 - 高橋真唯（第6作）
元自衛官。高校生の頃に酷いいじめに遭っていた事から、過去に口を閉ざすも五十嵐の粘り強い説得により心を開く。いじめの首謀者である須田が殺害されたときには怨恨殺人を疑われ、重要参考人として警察から事情聴取を受ける羽目になった。三人姉妹の長女で、特技は空手と少林寺拳法。
江上奈緒
演 - 相沢真紀（第6作）
普段はコンタクトレンズ着用なのだが、紛失してメガネ姿の事も。
池澤淳子
演 - 大沢さやか（第7作）
仙台支局 警備士。職場に子供を連れてくる。副業でクラブ「PANDA」のホステスをしている。
岩寺博
演 - 大河内浩（第7作）
仙台支局 警備士。元会社部長。
徳永晋
演 - 波岡一喜（第7作）
仙台支局 警備士。喫煙ルールを守らない。
江川栄二
演 - 佐々木和也（第7作）
仙台支局 警備士。仙台佐々木記念病院で何者かに殺害される。
朝津洋介
演 - 梨本謙次郎（第7作）
仙台支局 警備士。元隊長。仙台佐々木記念病院の警備担当。五十嵐の着任前までは隊長だったが、格下げされている。
梶英明
演 - 地曵豪（第8作）
警備士。
岡安俊平
演 - 北村直久（第8作）
警備士。

### その他
五十嵐雅子
演 - 加藤貴子
杜夫の娘。救急救命士。父に憧れ、同じ消防の道へ。恋人の森田の死の責任に関して杜夫を恨んでいたが、後に和解。
森田明彦
演 - 西岡竜一朗（第1作・第3作）
杜夫の消防署レスキュー隊勤務時代の部下であり、娘の雅子の恋人。6年前に火災現場での被災者救出活動において、事故に遭う。被災者は助かったものの殉職した。
坂本華
演 - 大島さと子（第1作 - 第6作・第8作・第9作）
杜夫のいきつけの定食屋「華」の主人。営業時間外に店を開けてくれるなど、杜夫の無理な願いを聞いてくれる。夫を亡くしている。

### ゲスト
第1作「連続金庫破り事件を追え！愛欲の甘い罠に挑む孤独な闘い」（2003年）
- 永山（刑事） - 河西健司
- 刈谷孝俊（立花のボート部の後輩） - 乃木涼介
- 大田あかね（浜口勇樹の彼女） - 大沢舞子
- 千住康一の母 - 村野友美
- 刑事 - 能見達也
- 立花要（飲食店「ロマニスタ」店主） - 島崎俊郎
- 拳武秀旭、鈴木シュウ、長島源、藤田大介、秋葉ヨリエ、木村郁、伊藤仁、甲斐新、松井武士、田浦リオ

第2作「ダイヤモンドはゆがんだ欲望の輝き 侵入者は密室で時を待つ」（2004年）
- 宇佐美与一（城南警察署 刑事） - 佐戸井けん太
- 山岸達也（浅野一馬の友人・バイク店経営者） - 野村祐人
- 矢野佳織（金村哲人の婚約者） - 古川理科
- 大森里奈（修平の恋人） - 樹里
- 浅野修平（浅野一馬の弟） - 加々美正史
- 榎本正巳 - 野地将年
- 田口主将、竹嶋康成、渡会良

第3作「私の部屋に見知らぬ男の死体が！秘密を知る女は隊長の恋人!?」（2005年）
- 的場雄介（笙子と同じマンションの住人） - 東根作寿英
- 田宮香織（スーパー「アニーマート」社員） - 滝沢沙織
- 植村卓也（笙子の恋人） - 曽根英樹
- 宗方（スーパー「アニーマート」副社長） - 山田明郷
- 稲垣 - 佐藤祐四
- 砂原正夫（振り込め詐欺のメンバー） - 宮川大輔
- 荻野浩司（振り込め詐欺のメンバー・砂原の同級生） - 鈴木健介
- 下山（刑事） - 増本庄一郎
- 玉田春代 - 上杉二美
- 森田笙子（スーパー「アニーマート」システム管理部 社員・森田明彦の姉） - 床嶋佳子
- 松井紀美江、久松夕子、グラシアス小林、芦田昌太郎、荒川智大

第4作「（秘）特務！殺人予告VIPを警護せよ」（2006年）
- 橘沙織（橘の娘・高村治樹の恋人・桐野俊作の大学の同期） - 木内晶子
- 滝口修治（芝浦警察署 刑事） - 阿南健治
- 橘徹男（タチバナグループ 会長） - 鹿内孝
- 桜田美知子（タチバナグループ 会長秘書） - 渋谷琴乃
- 中村聡一（芝浦警察署 刑事） - 岡安泰樹
- 杉山道夫（元会社社長） - 佐藤拓之
- 脇田修（元警備員・5年前自殺） - 岸潤一郎
- 桐野（桐野俊作の妹・銀行強盗に撃ち殺される） - 松岡佳音
- 近江谷太朗、瀬戸康史、熊井幸平、松原陽子、松井武士、山口照雄

第5作「人気美容整形医に殺人予告!! 美しさの追求が生んだ悲劇…夫婦の絆！部下の恋！娘の愛！」（2007年）
- 岩村文弘 - 佐野泰臣
- 結城丈太郎（美容整形医） - 萩原流行
- 二宮しずる（桜田総合病院 看護師・黒崎主税の恋人） - いとうあいこ
- 波多野健二（レスキュー隊員） - 伊藤高史
- 二宮幸作（しずるとあゆみの父） - 剛たつひと
- 遠藤（城南警察署 刑事） - 大森博史
- 茂木（刑事） - 顔田顔彦
- 村山雅彦（事務長） - 中根徹
- 三波絹香（結城の愛人） - 福地香代
- 二宮あゆみ（しずるの姉・故人） - 三上ユリエ
- 桜田総合病院 看護師 - 佐藤真弓
- 結城美知恵（結城の妻） - 朝加真由美

第6作「完全密室ビル美女殺人！部下の離反！金とイジメに挑む孤独な闘い！」（2007年）
- 片山拓馬（ディナークリエイト 社長・加納元の旧友） - 北村栄基
- 渡辺圭太 - 佐野泰臣
- 恵子 - 松本まりか
- 高萩信一郎（タカハギビル開発 社長） - 宮内洋
- 藤本栄一（亜由美の元恋人） - 岡本光太郎
- 鮫島（刑事） - 田宮五郎
- 須田亜由美（北村愛の高校の同級生で、北村いじめの首謀者。それ故に北村が警察に怨恨殺人の疑いをかけられる羽目になった。） - 稲田奈緒
- 寺島信行 - 尾崎右宗
- 青木（刑事） - 吉川拳生
- お嬢様 - 花井ゆき
- お婆ちゃん - 星野晶子
- 阿部未菜美、宮田博一、高橋亜弓、山崎琴音

第7作「隊長が逮捕!? 巨大病院の連続殺人に潜む 闇取引と美人悪女の不倫の罠!!」（2008年）
- 佐々木仁美（仙台佐々木記念病院 総務部長） - 遠野舞子
- 西山澄子（仙台佐々木記念病院 売店員） - 田根楽子
- 大瀬達也（仙台佐々木記念病院 麻酔医） - 佐々木崇雄
- 近見清（仙台佐々木記念病院 研修医） - 斉藤悠
- 佐々木高志（仙台佐々木記念病院 事務長・仁美の夫） - 奥田達士
- 須藤康之（宮城県仙台西警察署 刑事） - 若杉宏二
- 浅野（宮城県仙台西警察署 刑事） - 山中アラタ
- 池澤文男（池澤淳子の元夫・仁美の不倫相手・自殺） - 累央
- 工藤（ブローカー） - 谷村好一
- 芦田（芦田の妻） - 古賀聖子
- 池澤夏輝（池澤淳子と文男の息子） - 内田陸斗
- 芦田祐介（仙台佐々木記念病院 入院患者・考古学学者） - 清水綋治
- 藤澤太郎、船山美紀

第8作「天下り官僚連続殺人！幼子の命を奪った13年前の欺瞞！突かれた個人警備の思わぬ盲点とは!?」（2010年）
- 山岸香苗（蕎麦屋店員） - 近野成美
- 徳富晃（半導体メーカー「日洋電子」会長） - 久保晶
- 大久保春樹（化学博士） - 内田勝正
- 小松（「週刊世相」記者・八重子の不倫相手） - 村井克行
- 真中（警視庁捜査一課 刑事） - 加瀬尊朗
- 笹本卓司（相良の教え子） - 泉知束
- 島津の運転手 - 中脇樹人
- 白木記念病院 医師 - 井上遊太
- 白木記念病院 看護師 - 藤崎紫音
- ホステス - 藍山みなみ、西野翔、夏川亜咲
- 急に道路に飛び出した子供 - 小山彩華
- 大神三郎（警視庁捜査一課 刑事） - 金山一彦
- 吉田康彦（半導体メーカー「日洋電子」顧問・元官僚） - 松澤一之
- 相良耕一（いわさくラーメン 店主・元教師） - 小沢和義
- 島津八重子（島津の妻） - 筒井真理子
- 島津龍之介（特殊法人「日本環境研究センター」理事長・元環境庁技官） - 山下真司
- 高橋あゆみ

第9作「高級住宅街連続殺人！死を予告する恐怖裏サイト!! 嫉妬と悪意の闇に笑う匿名の殺人鬼!!」（2011年）
- 仙道孝夫（千晶の父） - 中丸新将
- 水島壮一（警視庁捜査一課 警部） - 日野陽仁
- 井上照美 - 大島蓉子
- 田村久実（田村の妻） - 寺田千穂
- 原口美紀子（主婦） - 比企理恵
- 太田航平（太田の息子） - 山口賢貴
- 高橋公彦（衆議院議員） - 松永博史
- 杉村多恵子 - 渚あき
- 渋井良江（主婦） - 栗田よう子
- 甲府南警察署 刑事 - 丸岡奨詞
- 高橋文明（公彦の父） - 野村昇史
- 高橋富美子（公彦の母） - 池田道枝
- 主婦 - 真下有紀
- 宮田和美（主婦） - 鈴木美恵
- 田村誠司（レストランオーナーシェフ） - 長棟嘉道
- 若菜 - 文月ユウ
- 桑野忠明（指名手配犯） - 加藤マサキ
- 高橋千晶（公彦の妻） - 雛形あきこ
- 太田勝利（暁警察署 刑事） - 金田明夫

## スタッフ
- 脚本 - いとう斗士八（第1作 - 第6作・第9作）、橋本以蔵（第7作・第8作）
- 監督 - 伊藤寿浩
- 演出補 - 冨塚博司（第1作）、大橋祥正（第4作）
- 助監督 - 山田光広（第3作）、塩入秀吾（第5作・第9作）、井澤辰幸（第6作）、小島正道（第7作・第8作）
- 技術プロデューサー - 石井勝浩
- 撮影 - 三浦孝夫（第1作）、浅野仙夫（第3作）、島村宏明（第5作）、白井哲矢（第4作・第6作）、平田修久（第7作・第8作）、篠田忠史（第9作）
- VE - 岡靖（第1作）、宇野知之（第3作）、岡村亮（第4作・第8作）、小野寺慎一（第5作 - 第7作）、藤本伊知郎（第9作）
- 照明 - 上島忠宣（第1作）、青木義男（第3作 - 第5作・第7作）、落合一夫（第6作・第8作）、菊池護（第9作）
- 音声 - 市川純雄（第1作）、阿由葉大輔（第3作）、田中康之（録音のみ表記 / 第4作）、堀知也（第5作・第6作）、北村達郎（第7作）、福地弘恭（第8作）、和久井良治（第9作）
- 編集 - 石井由美子（第1作）、深沢佳文（第3作・第8作）、大森寛之（第4作）、足立浩（第5作 - 第7作・第9作）
- ライン編集 - 伊藤裕之（第1作・第4作・第5作・第7作・第9作）、浅沼美奈子（第8作）
- 選曲 - 岩下康洋（第1作）、小堀博孝（第4作・第5作・第7作 - ）
- 音響効果 - 佐古伸一（第1作・第3作・第6作・第8作 - ）、小堀博孝（第3作・第6作）、田代智恵（第4作）、安藤友章（第5作・第7作）
- MA - 小林祐二（第1作・第9作）、古跡奈歩（第3作）、亀山貴之（第4作）、備後正太郎（第6作）、蜂谷博（第5作・第8作）
- 美術プロデューサー - 北林福夫（第1作・第3作）、橋本昌和（第4作 - ）
- 美術進行 - 橋本昌和（第1作・第3作）、竹田政弘（第4作・第5作）、佐野奈緒美（第6作）、久保典子（第7作）、泉佳子（第8作）、吉田敬（第9作）
- 大道具 - 西島明徳（第1作）
- 視覚効果 - 中山信男（第1作）、東京特殊効果
- 装飾 - 小林昭浩（第1作）、加川功（第3作 - 第5作）、西田祐紀（第6作）、奈須川欽市（第7作・第9作）、山科貴弘（第8作）
- 持道具 - 佐々木ちほ（第1作・第3作・第5作・第6作）、岡村英輔（第4作）、中村有希（第7作）、西澤朋恵（第8作）、出嶋佐知子（第9作）
- 衣装 - 奥瀬麻美（第1作）、武田守弘（第3作・第8作・第9作）、渡辺純好（第4作 - 第6作）、野田守弘（第7作）
- ヘアメイク - 高橋永奈（第1作）、古谷久美子（第3作）、今津悠子（第4作）、長縄真弓（第5作）、増田佳代（第6作・第7作）、富岡裕子（第8作）、石田あゆみ（第9作）
- スタイリスト - 高橋匡子（小林稔侍担当）
- アクリル装飾 - ヤマモリ（第5作 - ）
- 電飾 - テルミック（第5作 - ）
- 生花装飾 - 京花園（第5作・第6作・第8作・第9作）
- 植木装飾 - 野沢園（第5作・第6作・第8作・第9作）
- ロケ協力
  - 第1作 - 東海大学医学部付属八王子病院、京王不動産、BLOC、ELPASO、テクノウェイブ100、京王観光、GOLD STAR、六本木貴奈
  - 第3作 - 三郷順心総合病院、東京共済病院、鍵屋リンクス、ALSOK、NTT都市開発
  - 第4作 - 横浜ビジネスパーク、ホテルラポール千寿園、KMC CORPORATION
  - 第5作 - 昭島病院、城西大学、ジャスマック、春秋苑、横浜国際プール、きくよし食堂、親和セブン、ドン千駄ヶ谷、ヴィスタリアン恵比寿、プラットエンタープライズ
  - 第6作 - SPOON BREAD、味の素スタジアム、綜合警備保障、きくよし食堂、四谷須賀神社、NTT都市開発、ファッションクルーズひたちなか、○○文化会館
  - 第7作 - せんだい・宮城フィルムコミッション、青戸こはるびの里、松島町産業観光課
  - 第8作 - 大月カントリークラブ、高樹病院、銀座クラブチック、総合法令出版
  - 第9作 - 日野市、日野映像支援隊、白岡ニュータウンリフレの杜、埼玉スタジアム2002、昭文社
- 技術協力 - バスク
- 美術協力 - フジアール
- 番組宣伝 - 田中駿（ABC / 第1作）、相馬洋（ABC / 第1作・第3作）、中原秀一郎（ABC / 第3作 - 第6作・第8作・第9作）、渡邉亜希子（ABC / 第4作・第6作）、川井真紀（ABC / 第7作）、高内三恵子（ABC / 第5作・第7作）、荒木拓人（第8作）、秋枝千絵（第9作）
- スチール - 大原健二
- 車輌 - ドルフィンズ
- CG - スタジオ美峰（第1作）、moonfactory（第3作・第4作）
- ゲーム画面 - ファインウェーブ（第1作）
- アクションコーディネイト - 大道寺俊典、八木清治（第3作）
- カースタント - 永田崇明（第4作）
- 警備監修 - エス・ピーネットワーク（第8作）
- 医療監修 - 医療コーディネータージャパン（第8作）
- 記録 - 村上律子（第1作）、小林昌枝（第3作）、河野ひでみ（第4作）、勝原繁子（第6作）、湯元佐和子（第5作・第7作・第9作）、岩井茂美（第8作）
- 制作担当 - 渡邉義行、南條記良（第8作）
- プロデューサー
  - ABC - 福永喜夫（第1作・第2作・第3作）、東浦陸夫（第4作）、森山浩一（第5作）、柴田聡（第5作 - ）、奈良井正巳（第8作 - ）
  - FINE - 森川真行、渡邉義行（第8作）、石塚清和（第9作）
- プロデューサー補 - 山口正紘（ABC / 第6作・第7作）、石渡宏樹（第4作）、石塚清和（FINE / 第1作・第3作・第6作）、岡崎成克（第7作）
- 製作 - ABC、FINE

## 放送日程
| 話数 | 放送日         | サブタイトル                                                                          | 脚本         | 視聴率 |
| ---- | -------------- | ------------------------------------------------------------------------------------- | ------------ | ------ |
| 1    | 2003年08月16日 | 連続金庫破り事件を追え！愛欲の甘い罠に挑む孤独な闘い                                  | いとう斗士八 | 18.1%  |
| 2    | 2004年03月20日 | ダイヤモンドはゆがんだ欲望の輝き 侵入者は密室で時を待つ                               | いとう斗士八 | 16.2%  |
| 3    | 2005年07月16日 | 私の部屋に見知らぬ男の死体が！秘密を知る女は隊長の恋人!?                              | いとう斗士八 | 14.6%  |
| 4    | 2006年06月17日 | （秘）特務！殺人予告VIPを警護せよ                                                     | いとう斗士八 | 16.3%  |
| 5    | 2007年03月17日 | 人気美容整形医に殺人予告!! 美しさの追求が生んだ悲劇… 夫婦の絆！部下の恋！娘の愛！     | いとう斗士八 | 13.1%  |
| 6    | 10月20日       | 完全密室ビル美女殺人！部下の離反！金とイジメに挑む孤独な闘い！                        | いとう斗士八 | 13.2%  |
| 7    | 2008年11月01日 | 隊長が逮捕!? 巨大病院の連続殺人に潜む 闇取引と美人悪女の不倫の罠!!                    | 橋本以蔵     | 13.2%  |
| 8    | 2010年01月16日 | 天下り官僚連続殺人！幼子の命を奪った13年前の欺瞞！ 突かれた個人警備の思わぬ盲点とは!? | 橋本以蔵     | 11.8%  |
| 9    | 2011年07月09日 | 高級住宅街連続殺人！死を予告する恐怖裏サイト!! 嫉妬と悪意の闇に笑う匿名の殺人鬼!!     | いとう斗士八 |        |

- 視聴率はビデオリサーチ調べ、関東地区・世帯

## その他
- 初期の作品のラストに「協力綜合警備保障」とクレジットされていた。